# Consejo Áulico

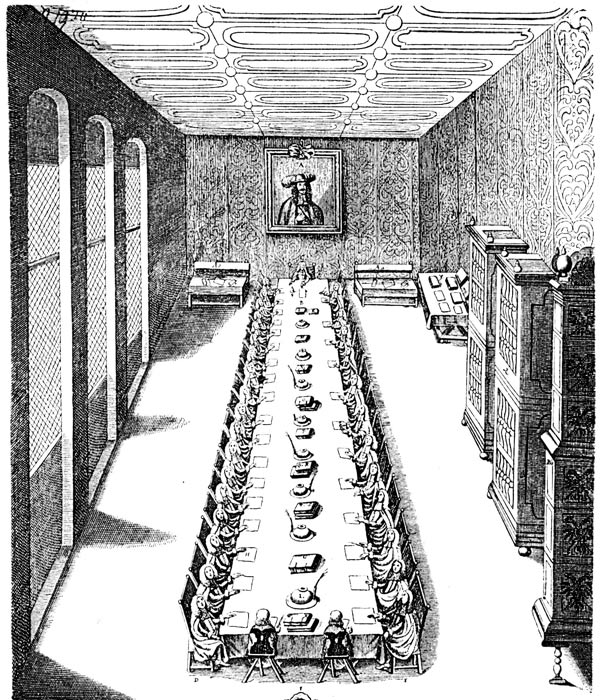
Una reunión del Consejo Áulico ca. 1700.

Consejo Áulico (del latín aula y este del griego antiguo αυλή, corte en lenguaje feudal, en la antigüedad una gran residencia de tipo helenístico, por lo general privada) era originalmente un consejo ejecutivo-judicial del Sacro Imperio Romano Germánico. Conocido en alemán como Reichshofrat (que significa literalmente Tribunal del Consejo del Imperio) fue uno de los dos tribunales supremos del imperio; el otro era la Cámara de la Corte Imperial (en alemán: Reichskammergericht), que no sólo tenía jurisdicción concurrente con el de este último, sino, en muchos casos, competencia exclusiva en todos los procesos feudales y en los asuntos penales, sobre los feudatarios inmediatos al emperador y en los asuntos que se referían al gobierno imperial.
Se originó durante la Baja Edad Media como un consejo financiado por el emperador, que fue organizado en su forma posterior por Maximiliano I en 1497 como rival del Reichsregiment o  Cámara de la Corte Imperial, que le había sido impuesta por la Dieta. El Consejo Áulico estaba compuesto por un canciller, un vicecanciller, un viceministro y 18 consejeros, que eran elegidos y pagados por el emperador, con la excepción del viceministro, que era nombrado por el elector de Maguncia. De los 18 consejeros, seis eran protestantes, cuyos votos, cuando eran unánimes, lograban un veto efectivo, de tal modo que en cierta medida se preservaba la paridad religiosa. La sede del Consejo Áulico se encontraba en la residencia imperial en Viena. A la muerte del emperador, el consejo se disolvía y tenía que ser reconstruido por su sucesor.
El triunfo de Napoleón I después de la Batalla de Austerlitz culminó con el fin del Sacro Imperio Romano Germánico y el Consejo Áulico dejó de existir en 1806 como una institución imperial. Un consejo de guerra del mismo nombre fue creado en el Imperio austríaco.